# Nobuyuki Satō (Judoka)
Nobuyuki Satō (jap. 佐藤宣践, Satō Nobuyuki; * 12. Januar 1944) ist ein ehemaliger japanischer Judoka, der 1967 und 1973 Weltmeister im Halbschwergewicht war, der Gewichtsklasse bis 93 Kilogramm.
Nobuyuki Satō belegte bei den japanischen Meisterschaften 1967 den zweiten Platz hinter Isao Okano. Bei den Weltmeisterschaften 1967 in Salt Lake City bezwang er im Finale seinen Landsmann Osamu Satō und gewann den Titel. 1968 erreichte Nobuyuki Satō den dritten Platz bei den japanischen Meisterschaften. 1969 trat er bei den Weltmeisterschaften 1969 in Mexiko-Stadt in der offenen Klasse an und verlor nur gegen den Niederländer Willem Ruska, durch seinen Sieg über den Franzosen Jean-Luc Rougé gewann er eine Bronzemedaille.
1971 belegte Nobuyuki Satō hinter Kaneo Iwatsuri den zweiten Platz bei den japanischen Meisterschaften. Bei den Weltmeisterschaften 1971 in Ludwigshafen bezwang er im Halbschwergewicht sowohl Helmut Howiller aus der DDR als auch Paul Barth aus der BRD, im Finale unterlag er seinem Landsmann Fumio Sasahara. 1972 belegte er bei den japanischen Meisterschaften den dritten Platz. 1973 bei den Weltmeisterschaften 1973 in Lausanne schlug er für den Finaleinzug den Briten David Starbrook und den Brasilianer Chiaki Ishii, den Titel gewann er durch den Finalsieg über seinen Landsmann Takafumi Ueguchi. 1974 siegte Satō bei den japanischen Meisterschaften.
Neben den bereits beschriebenen Ergebnissen bei den japanischen Meisterschaften in der offenen Klasse gewann Nobuyuki Satō 1968 den Meistertitel im Halbschwergewicht und 1971 den Titel im Schwergewicht.